# مارمون-هرینگتون
مارمون-هرینگتون (انگلیسی: Marmon-Herrington) شرکت خودروسازی آمریکایی است، که در سال ۱۹۳۱ تأسیس شد.